# Elaeocarpus truncatus
Elaeocarpus truncatus är en tvåhjärtbladig växtart som beskrevs av Weibel. Elaeocarpus truncatus ingår i släktet Elaeocarpus och familjen Elaeocarpaceae. Inga underarter finns listade i Catalogue of Life.